# Автошлях Т 2008
Автошлях Т 2008 — автомобільний шлях територіального значення в Тернопільській області. Проходить територією Шумського району через Новостав — Великі Дедеркали до Н02. Загальна довжина — 16,9  км.